# Alasoo
Alasoo − wieś w Estonii, w prowincji Tartu, w gminie Alatskivi.